# Sorbus domestica
Sorbus domestica, el serbal común, azarollo, sorbo, sorbeira, zurbal,  la silba, jerbo o jerbal es un árbol de hoja caduca que produce un fruto comestible llamado serba, zurba o jerba.
En las Islas Baleares el pueblo de Son Servera toma el nombre de este árbol, serbal (servera en catalán).

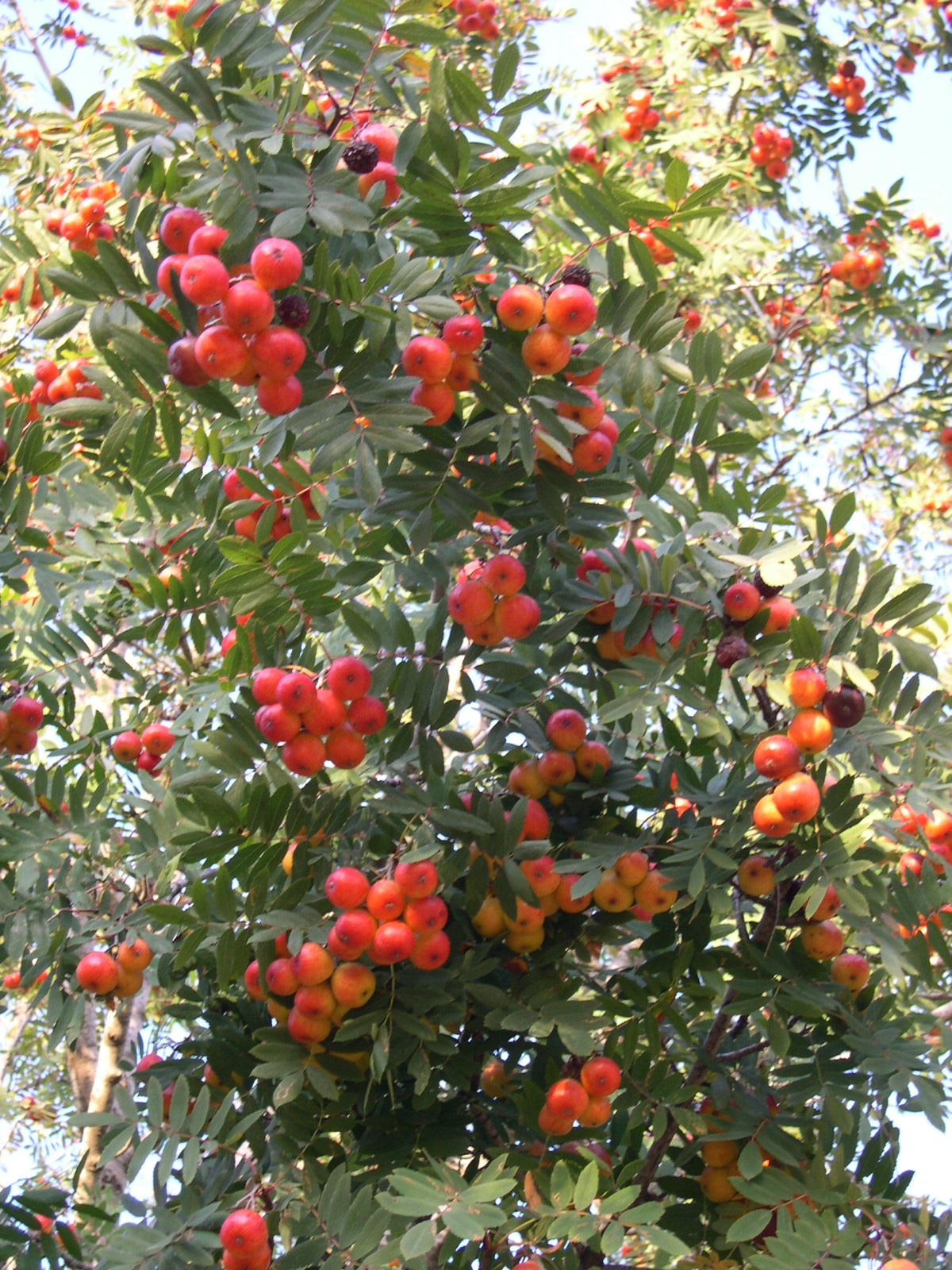
Follaje y frutos

## Descripción botánica
- Suele medir unos 12 metros de altura de media, aunque puede llegar a medir hasta 20 metros excepcionalmente.
- La copa es frondosa, tiene ramificación regular y forma alargada-redondeada.
- Con hojas alternas, caedizas, imparipinnadas, con 11-21 folíolos oblongo-lanceolados, aterciopeladas por el haz y algo amarillentos por el envés.
- Sus flores son de color blanco crema, de cinco pétalos, reunidas en corimbos de unos 1.5 cm de diámetro
- Los frutos son pomos carnosos, piriformes redondeados de unos 2.5 cm; de jóvenes son verdes pero al madurar adquieren un color rojo-castaño.
- El tronco es de corteza fisurada y es de un color grisáceo, mientras que las ramas nuevas son verdosas o anaranjadas y tomentosas.
- És árbol es rudo y bastante resistente a las enfermedades de otros frutales.
- La madera tiene un color rojizo, es muy densa y difícil de partir.
- Florece durante la primavera

## Usos

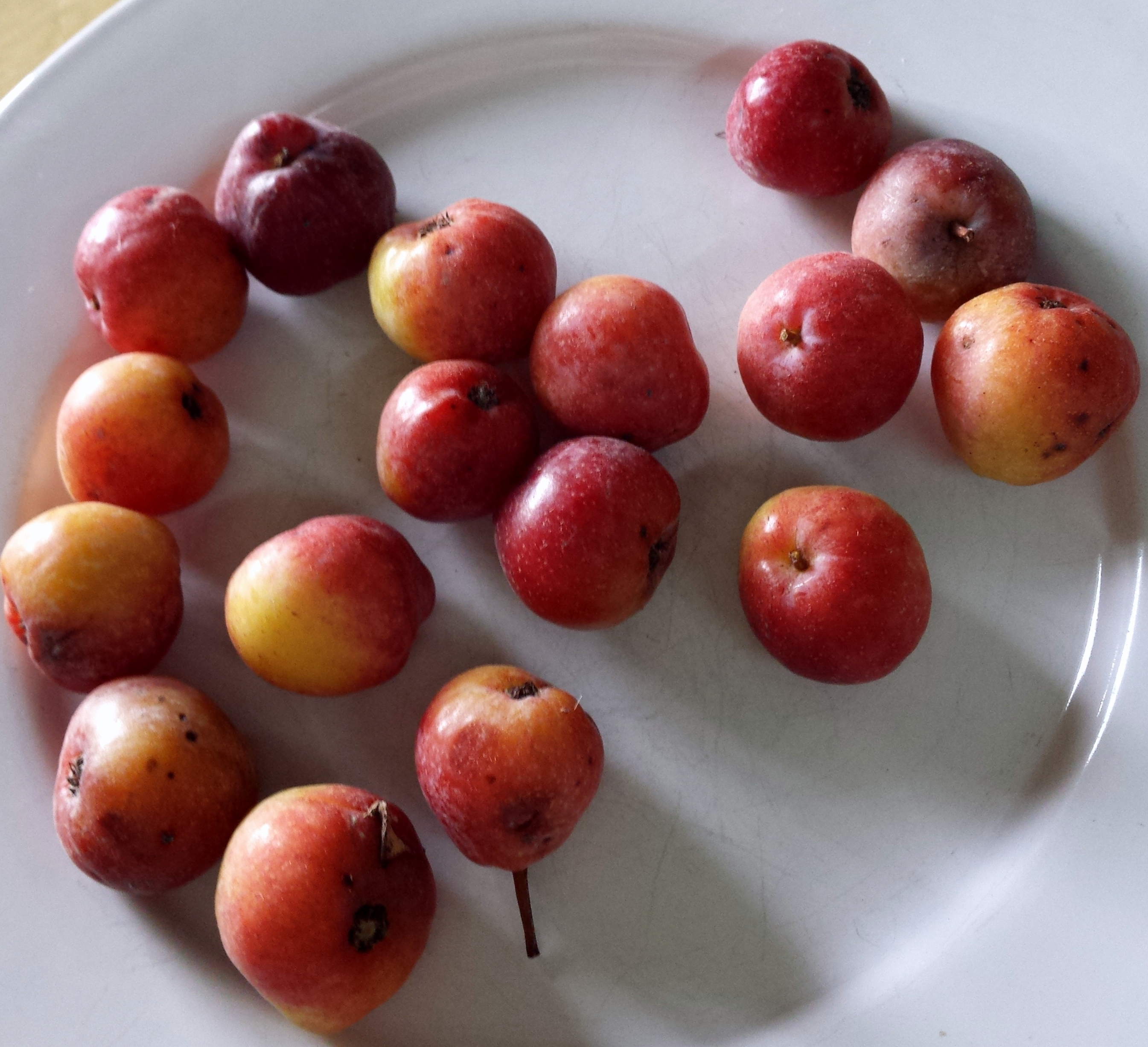
Frutos maduros

Sus frutos silvestres, en forma de pequeña pera se recogen a finales de verano, y para su consumo deben someterse a una sobremaduración en paja para poder ser comestibles. 
Sus frutos son utilizados para hacer mermelada y algunas bebidas alcohólicas fermentadas, como el vodka.

## Hábitat
No suele formar bosques monoespecíficos, sino que crece en rodales y claros, acompañando a otras especies como pinos, encinas y robles. En algunas zonas de Aragón, aparece en entornos secos donde prospera la coscoja (Quercus coccifera).
- Árbol cada vez más escaso en la península ibérica.
- Puede crecer en altitudes medias y altas, en diferentes bosques.
- Suelo preferiblemente calizo, aunque crece bien también en suelos ácidos.
- Orientado en pleno hacia el sol o semisombra, mal competidor con árboles que le dan sombra.
- Necesita humedad moderada, pero resiste bien la sequía mediterránea.
- La temperatura media óptima para su crecimiento está entre 6 y 10 °C.

## Variedades
- Relación de variedades en ITIS (enlace roto disponible en Internet Archive; véase el historial, la primera versión y la última). page not found.